# Scheel (Adelsgeschlecht)

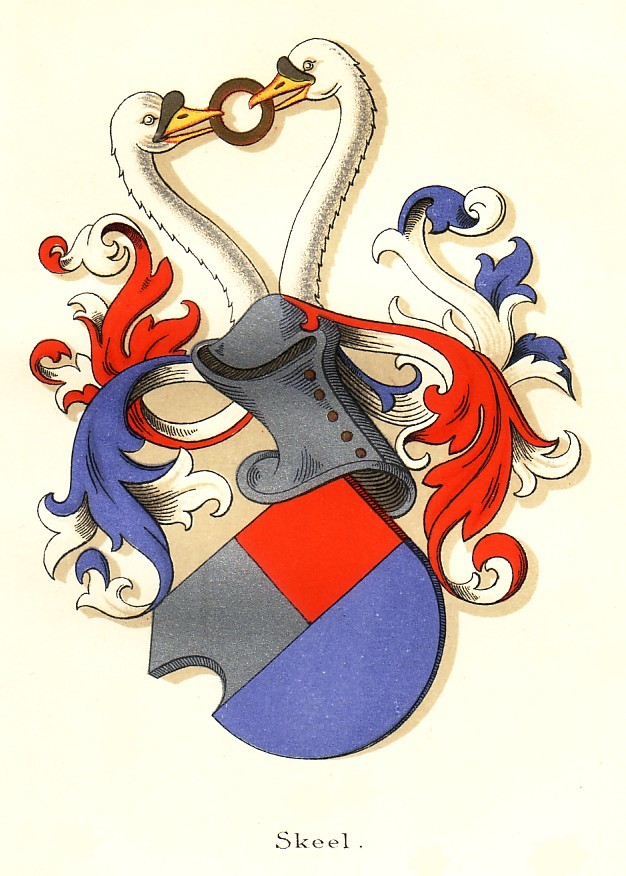
Stammwappen

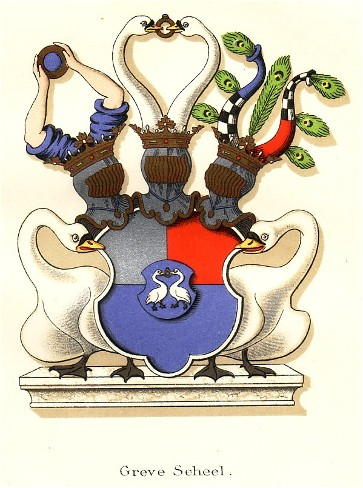
Gräfliches Wappen

Scheel, auch Skeel, ist der Name eines alten dänischen Adelsgeschlechts.

## Geschichte
Das Geschlecht zählt zum dänischen Uradel und führt sich auf den 1366 belegten Johannes Skeel zurück. Seit der zweiten Hälfte des 16. Jahrhunderts kam die Familie in Dänemark zu großem Ansehen. Ab etwa 1700 benutzte es mit Scheel vorwiegend die deutsche Form des Namens. Es wurde in den dänischen Freiherrn- und Grafenstand erhoben. Die gräfliche Linie erlangte das Prädikat von Scheelenburg von der gleichnamigen Besitzung im Stift Fünen.

### Scheel von Plessen
Nach der Heirat von Christian Ludwig von Plessen mit Charlotte Amalie Scheel erfolgte die Namen- und Wappenvereinigung und die Begründung der Linie Scheel von Plessen in der Primogenitur.

## Wappen

### Stammwappen
Das Stammwappen hat einen Schild, der quer und in der oberen Hälfte der Länge nach geteilt ist. Oben ist er rechts silber und links rot, unten blau.

### Gräfliches Wappen
Das gräfliche Wappen hat einen Mittelschild, in welchem zwei Gänse einen Ring halten.
Beim Wappen der Grafen von Scheel-Plessen zeigt der Mittelschild in Gold auf grünem Boden den schwarzen Plessen-Stier.

## Vertreter
(siehe auch bei Scheel von Plessen)
- Heinrich Otto von Scheel (1745–1808), preußischer Generalmajor
- Albert Skeel (1572–1639), dänischer Admiral und Staatsmann
- Mogens Skeel (1651–1694), dänischer Dichter
- Erik Skeel (1818–1884), dänischer Innenminister